# 循环图
在图论中，循环图（cycle graph）或环形图（circular graph）是由一个单环组成的图，或者说是在一个闭合链中互相连接的若干顶点（至少3个）。有n个顶点的循环图写作Cn。Cn中的顶点个数等于边的个数，每个顶点的度均为2；这意味着每个节点都是两条边的端点。

## 术语
“循环图”有许多同义词。其中包括简单循环图（simple cycle graph）和周期图（cyclic graph），尽管后者的使用频率较低，因为它也可以指代不是有向无环图的图。在图论中，环、多边形或n边形也经常被使用。术语n边形有时用于其他领域。顶点数为偶数的环称为偶环；顶点数为奇数的循环称为奇环。

## 属性
循环图具有的属性有:
- 2-边可着色，当且仅当其顶点数为偶数时
- 2-正则图
- 2-顶点可着色，当且仅当其顶点数为偶数时
- 连通图
- 欧拉图
- 哈密顿图
- 单位距离图

此外:
- 由于循环图可以画成正多边形，因此n个周期的对称性与边数为n的正多边形（2n阶的二面体群）的对称性相同。特别地，存在顶点或者边互换的对称性，因此n循环是对称图。

- 与柏拉图的图相似，循环图形成了二面体的骨架。它们也是偶极图，形成了多面形的骨架。

## 有向循环图

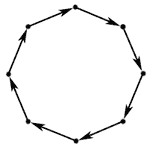
长度为8的有向循环图

有向循环图（directed cycle graph）是循环图的有向版本，其中所有的边都指向同一个方向。
在有向图中，每个有向循环中至少包含一条边(或一条弧)的一组边称为反馈弧集。类似地，每个有向循环中至少包含一个顶点的一组顶点称为反馈顶点集。
有向循环图所有顶点的入度和出度均为1。
有向循环图是循环群中的凯莱图。